# Hage (släkt)

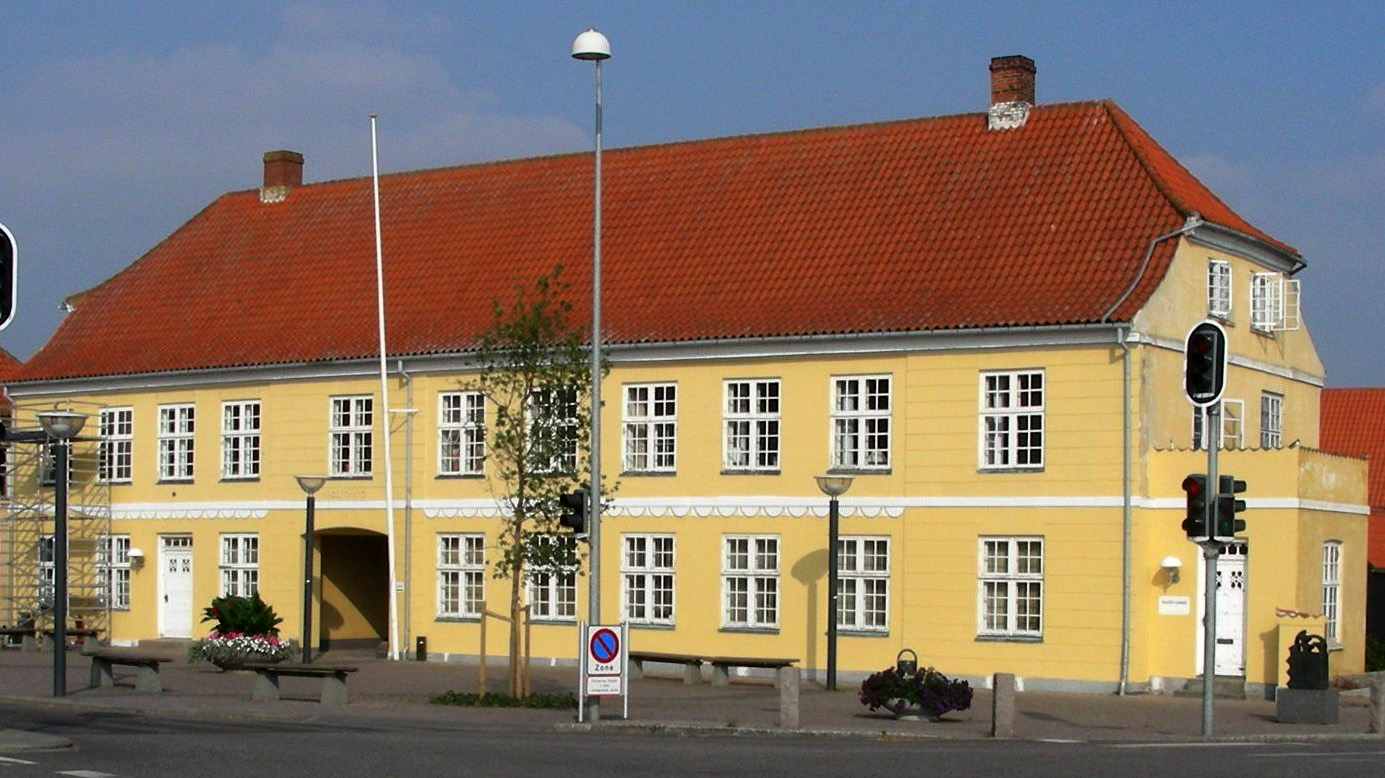
Hages gård i Stege

Hage är en dansk släkt, ursprungligen från Stege.
Släkten Hage kommer från köpmän i Stege från 1600-talet. Jens Knudsen gifte sig 1686 med Anna Jensdatter Hage, som var dotter till Steges byfogde, och deras son Jens Jensen tog moderns namn Hage som familjenamn. 

## Medlemmar i släkten Hage (i urval)
- Jens Knudsen (1648–1700), skeppare och köpman i Stege, gift med Anna Jensdatter Hage (cirka 1659–1712) 
  - Jens Jensen Hage (1698–1736)
    - Johannes Jensen Hage (1714–91), gift med Bolette Margrethe Friedenreich (1729–1805)
      - Christopher Friedenreich Hage (1759–1849), gift med Arnette Christiane Hage 1778–1866
        - Bolette Cathrine Frederikke Puggaard (1798–1847), målare, gift med Hans Puggaard
        - Johannes Dam Hage (1800–37), publicist
        - Peter Anton Alfred Hage (1803–72), handelsman och politiker, gift med Frederikke Wilhelmine Faber (1810–91)
          - Frederikke Elisabeth (Elise) Hage (1834–1904), gift med Carl Ploug
          - Johanne (Hanne) Vilhelmine Hage (1838–62), gift med Vilhelm Bissen
          - Vilhelmine (Ville) Hage (1838–1912), gift med kompositören Peter Heise
          - Christopher Friedenreich Hage (1841–64)
          - Johannes Hage (1842–1923), godsägare, industrialist, mecenat
          - Alfred Hage (1843–1922), politiker
            - Christopher Friedenreich Hage (1877–1947), köpman, förvaltare av Rydebäcks gård
            - Torben Hage (1880–1961), officer

        - Edvard Philip Hother Hage (1816–73), politiker och jurist
        - Christopher Theodor Friedenreich Hage (1819–72), köpman
          - Christopher Hage (1848–1930), politiker